# Austrolimnophila argus
Austrolimnophila argus är en tvåvingeart. Austrolimnophila argus ingår i släktet Austrolimnophila och familjen småharkrankar.

## Underarter
Arten delas in i följande underarter:
- A. a. argus
- A. a. stewartiae